# هکتور لفوئل
هکتور لفوئل (انگلیسی: Hector Lefuel; ۱۴ نوامبر ۱۸۱۰ – ۳۱ دسامبر ۱۸۸۰) معمار اهل فرانسه بود.
وی همچنین برندهٔ جوایزی همچون لژیون دونور (فرمانده) و جایزه بزرگ رم شده‌است.